# ペトロナス
ペトロナス（マレー語：Petronas）は、1974年8月17日に創設されたマレーシアの石油及びガスの供給を行う大手国営企業である。正式社名はPetroliam Nasional Berhad。

## 概要
マレーシアは東南アジアで第2位の石油・天然ガス生産国で、液化天然ガスの輸出では世界2位に押し上げた国営企業である。俗に新セブンシスターズの1社と位置づけられる。世界50カ国以上で石油探鉱など事業展開をしており、日本に対しても液化天然ガス市場において主要な輸出シェアを確保している。石油精製、天然ガスが事業の大半を占めており、海外事業は40％以上を占める。
マレーシア国内を中心に1,000か所以上の給油所を運営している。石油化学製品は年間合計1千万トン以上を生産し、うちメタノールは世界第4位の生産者である。2008年には原油価格高騰とともに増員を進めたが、2015年からは原油安の長期化による影響で赤字転落し、従業員の減給や解雇などのコスト削減策の実施を余儀なくされた。本社ビルはクアラルンプールにあり、ペトロナスツインタワーとして知られている。
2008年11月から、日本の潤滑油市場に高性能エンジンオイル「SYNTIUM」シリーズを投入。日本での販売は株式会社ペトロプランが行う。
マレー半島最南部ジョホール州では、RAPID (Refinery and Petrochemicals Integrated Development) 計画という大規模な製油所・石油化学コンプレックスの建設を計画しており、ピーク時で70,000人の雇用を巻き込むと公表している。マレーシアの自動車メーカープロトンの株主でもある。
2013年に世界最大の石油・液化天然ガスタンカーの所有企業のMISCを約88億RMで買収。
1997年にマレーシアにペトロナス工科大学（UTP：Universiti Teknologi PETRONAS）を設立、専門技術教育に取り組んでいる。

## モータースポーツ
F1向けの燃料や潤滑油の提供も行っている。2022年現在、メルセデスとタイトルスポンサーと技術パートナーとして契約、エクソンモービルが供給するホンダ、BPのオイルブランドであるカストロールが供給するアルピーヌ、シェルが供給するフェラーリ、と対抗している。
1996年、F1のザウバーチームのプレミアムスポンサーとなり、1997年からは同チームがフェラーリからエンジン供給（基本的にはフェラーリの前年使用エンジン）を受けることになると、バッジネームとして使用されるようになった。一時期、バッジネームにとどまらず、自社製作のエンジンを開発する構想が明らかにされたこともあったが、その後計画は頓挫している。また、1999年より開催されている、F1マレーシアGPのタイトルスポンサーも務めている。2006年1月17日、BMW（本社ドイツ）がザウバーを買収、BMWザウバーとして2006年F1参戦を発表したが、ペトロナスは引き続き同チームのスポンサーとして残留し、BMWザウバーのマシンにペトロナスのロゴが入っていた。
2008年よりSUPER GT及びフォーミュラ・ニッポン(現在はスーパーフォーミュラ)、全日本F3選手権に参戦するトムスのメインスポンサーを務めている。2009年をもってBMWザウバーがF1から撤退したため今後の去就が注目されたが、2010年からは新たにメルセデスGP(現メルセデスAMG F1)のスポンサーとなることが発表された。